# Карпінська Світлана Олексіївна
Карпінська Світлана Олексіївна (1937—2017) — радянська і російська акторка театру і кіно. Заслужена артистка РРФСР (1986). Народна артистка Росії (2009).

## Життєпис
Закінчила середню школу в Ленінграді і навчалася в Ленінградському університеті на філологічному факультеті.
Не маючи акторської освіти, дебютувала в кіно головною роллю в картині Ельдара Рязанова «Дівчина без адреси» (1957). Картина отримала великий глядацький успіх і стала лідером кінопрокату в СРСР (1958 року). Після цього Світлану прийняли відразу на II курс Ленінградського державного інституту театру, музики і кіно (закінчила у 1961 році, клас професора Б.В. Зона).
З 1963 року — акторка Ленінградського (потім — Санкт-Петербурзького) академічного театру комедії імені М.П. Акімова.
За довгі роки служби в театрі зіграла більше п'ятдесяти ролей. Грала в легендарних виставах театру: «Дванадцята ніч» В. Шекспіра, «Циліндр» Едуардо Де Філіппо, «Цей милий старий дім» О. Арбузова, «Хід конем» Б. Рацер, В. Константинова, «Клавір для початківців кар'єри» М. Салтикова-Щедріна. Працювала з такими видатними режисерами, як Георгій Товстоногов, Петро Фоменко, Роман Віктюк.
Зіграла в кіно і телеспектаклях близько тридцяти ролей. 
Померла 18 лютого 2017  після важкої тривалої хвороби. Похована 22 лютого на Смоленському кладовищі в Санкт-Петербурзі.

## Фільмографія
- «Дівчина без адреси» (1957, Катя Іванова)
- «Піддубенські частівки» (1957, Наташа)
- «Відрядження» (1961, Клава)
- «Місяць серпень» (1971, епізод)
- «Тут наш дім» (1973, гостя на ювілеї)
- «Крок назустріч» (1973, медсестра)
- «Гра» (1973, мама Вови Грачова)
- «Царевич Проша» (1974, базарна торговка)
- «Солодка жінка» (1976, Лідія Миколаївна Дядькина)
- «Довга, довга справа...» (1976, вчителька)
- «Зниклі серед живих» (1981, Віра Петрівна, цивільна дружина Сироткіна)
- «Шкура віслюка» (1982)
- «І ось прийшов Бумбо...» (1984, гувернантка Сашеньки)
- «Середовище проживання» (1987)
- «Третій дубль» (1992) та ін.

## Нагороди
- Заслужена артистка РРФСР (14.04.1986)
- Народна артистка Росії (6.02.2009)
- Медаль ордена «За заслуги перед Вітчизною» II ступеня (29.10.2004) — за заслуги в галузі театрального мистецтва і багаторічну плідну роботу[2]